# Birgit Anette Olsen
Birgit Anette Olsen (født 2. april 1952 i København) er en dansk sprogforsker, fra 2014 professor i indoeuropæistik ved Københavns Universitet, hvor hun også er leder af det tværvidenskabelige forskningscenter Roots of Europe. Hun hedder egentligt Birgit Anette Rasmussen men anvender navnet Olsen som sprogforsker.
Olsen er en af verdens førende kendere af det armenske sprogs historie, jf. bl.a. doktordisputatsen The Noun in Biblical Armenian (1999). Herudover forbindes hendes navn især med opdagelser inden for indoeuropæisk orddannelse og laryngalteori. Hun har også ydet væsentlige bidrag til den sproghistoriske udforskning af græsk samt de italiske, indoiranske og anatoliske sprog.
Fra ca. 2010 har Olsen i stigende grad beskæftiget sig med rekonstruktionen af de forhistoriske indoeuropæeres samfund, kultur og levevilkår med inddragelse af arkæologiske og kulturhistoriske vidnesbyrd i argumentationen. I særligt fokus har været indoeuropæernes religion, familiestrukturer og sociale relationer.
Birgit Anette Olsen var gift med sprogforskeren Jens Elmegård Rasmussen, som hun efterfulgte som leder af Roots of Europe ved hans død i 2013.